# جيك فورد
جيك فورد (بالإنجليزية: Jake Ford)‏ مواليد 29 أبريل 1946 في جورجتاون - الوفاة 19 مايو 1996، كان لاعب كرة سلة أمريكي. بدأ مسيرته الاحترافية في سنة 1970. تم اختياره من قبل فريق سياتل سوبرسونيكس خلال الدرافت. بلغ طوله 6 قدم 3 بوصة (1.9 م). اعتزل اللعب في 1972.

## روابط خارجية
- جيك فورد على موقع إن بي أي (الإنجليزية)
- جيك فورد على موقع سبورتس رفرنس (الإنجليزية)
- جيك فورد على موقع ريلجم (الإنجليزية)
- جيك فورد على موقع بروبوليرز (الإنجليزية)